# Paddy Chayefsky
Sidney Aaron "Paddy" Chayefsky (29 de gener de 1923 – 1 d'agost de 1981) va ser un dramaturg, novel·lista i guionista nord-americà, l'única persona juntament amb Woody Allen a guanyar tres Oscar al millor guió original.
Va ser considerat un dels més destacats guionistes de l'anomenada Era Daurada de la Televisió. Els seus guions íntims i realistes van contribuir a l'estil dramàtic televisiu de la dècada de 1950, i va ser considerat com una figura central del moviment realista de la televisió estatunidenca de l'època.
A més de les seves adaptacions televisives, Chayefsky va continuar amb èxit en la seva faceta de dramaturg i novel·lista. Com a guionista va obtenir l'Oscar per Marty (1955), The Hospital (1971) i Network (1976). Va rebre un dels Premis Ondas 1958.

## Primers anys
Nascut al barri del Bronx, a la ciutat de Nova York, els seus pares eren ucraïnesos d'origen jueu Harry i Gussie Stuchevsky Chayefsky. Va estudiar a la DeWitt Clinton High School, i després al City College de Nova York. Allà va jugar com semiprofessional en l'equip Kingsbridge Trojans. Es va graduar amb una llicenciatura en comptabilitat, i després va estudiar llengües a la Universitat de Fordham.
Durant la Segona Guerra Mundial es va allistar a l'Exèrcit dels Estats Units, on va obtenir un Cor Porpra i el sobrenom pel qual va ser conegut, Paddy.
Servint amb la Divisió d'Infanteria 104 al Teatre Europeu, es trobava prop de la ciutat d'Aquisgrà a Alemanya, quan va ser ferit per una mina terrestre. Mentre es recuperava de les ferides en un hospital militar a la rodalia de Cirencester a Anglaterra, va escriure el llibret i les lletres d'una comèdia musical, No T.O. for Love. Produïda per primera vegada el 1945 per la Unitat de Serveis Especials, el xou es va representar en bases militars europees al llarg de dos anys. Es va estrenar a Londres al Teatre Scala, el que va ser el debut de la carrera teatral de Chayefsky. Durant la producció de l'obra a Londres, Chayefsky va conèixer Joshua Logan, un futur col·laborador, i Garson Kanin, que va convidar Chayefsky a treballar amb ell en la producció d'un documental sobre la invasió aliada, The True Glory.

### Anys posbèl·lics
De tornada als Estats Units, Chayefsky va treballar en la impremta del seu oncle, una experiència que li va donar material per a escriure l'obra televisiva Printer's Measure (1953). Kanin va animar Chayefsky a treballar en la seva segona obra teatral, Put Them All Together (posteriorment coneguda com a M is for Mother), encara que mai es va produir. Els productors Mike Gordon i Jerry Bressler li van donar un contracte d'escriptor júnior, i va escriure la història The Great American Hoax, que va vendre a la revista Good Housekeeping encara que la van publicar.
Mudat a Hollywood, allí va conèixer la seva futura esposa, Susan Sackler, amb qui es va casar al febrer de 1949. Al no trobar treball a la Costa Oest, Chayefsky va decidir tornar a Nova York.
A la fi de la dècada de 1940 va començar a treballar escrivint contes i guions radiofònics, i durant aquest període va escriure també gags per al presentador radiofònic Robert Q. Lewis. Entre 1951 i 1952 Chayefsky va fer diverses adaptacions per The United States Steel Hour: The Meanest Man in the World (amb James Stewart), Cavalcade of America, Tommy (amb Van Heflin i Ruth Gordon) i Over 21 (amb Wally Cox).
La seva obra The Man Who Made the Mountain Shake va cridar l'atenció d'Elia Kazan, i la seva esposa, Molly Kazan, va ajudar Chayefsky a revisar-la. Va ser retitulada Fifth From Garibaldi. El 1951 es va rodar el film As Young as You Feel, una adaptació d'una història de Chayefsky.

## Televisió
Per a la televisió va fer guions de les produccions Danger, The Gulf Playhouse i Manhunt.
El productor de Philco Television Playhouse Fred Coe va veure els episodis de Danger i Manhunt i va encarregar Chayefsky d'adaptar la història It Happened on the Brooklyn Subway. No obstant això, el primer guió de Chayefsky a ser transmès va ser l'adaptació de 1949 per a Philco de la novel·la de Budd Schulberg Per què corre Sammy?
Entre els episodis de Philco Television Playhouse escrits per ell figuren Holiday Song (emès el 1952 i 1954), Printer's Measure, The Bachelor Party (1953), The Big Deal (1953), i Mother (4 d'abril de 1954, i produït de nou el 1994 amb Anne Bancroft en el paper del títol).
El 1953 Chayefsky va escriure Marty, història estrenada al The Philco Television Playhouse i protagonitzada per Rod Steiger i Nancy Marchand. La producció, els actors i el diàleg naturalista de Chayefsky van ser lloats per la crítica i van influir sobre posteriors drames televisius. Chayefsky tenia una clàusula en el contracte de Marty segons la qual era l'encarregat d'escriure la posada en escena. L'adaptació a la pel·lícula de 1955 amb Ernest Borgnine i Betsy Blair va obtenir l'Oscar a la millor pel·lícula, l'Oscar al millor director (Delbert Mann) i l'Oscar al millor actor (Borgnine). Chayefsky va guanyar a més el seu primer Oscar al millor guió original per la pel·lícula.
The Great American Hoax de Chayefsky es va emetre el 15 de maig de 1957 en la segona temporada de The 20th Century Fox Hour. Era una reescriptura del seu film per a la Fox As Young as You Feel (1951), protagonitzat per Monty Woolley i Marilyn Monroe.

## Broadway
La setena temporada de Philco Television Playhouse va començar el 19 de setembre de 1954 amb E. G. Marshall i Eva Marie Saint interpretant la peça de Chayefsky Middle of the Night, una obra que es va representar en el circuit de Broadway quinze mesos després. L'estrena teatral va tenir com a intèrprets Edward G. Robinson i Gena Rowlands. Va tenir èxit, el que en va motivar una gira nacional. Va ser adaptada al cinema per Columbia Pictures el 1959.
The Tenth Man (1959) va ser un segon gran èxit teatral de Chayefsky, que va obtenir nominacions als Tony de 1960 a la millor obra, el millor director (Tyrone Guthrie) i a la millor posada en escena. Guthrie va ser candidat a l'obra de Chayefsky Gideon, igual que va ocórrer amb l'actor Fredric March. L'última producció de Chayefsky a Broadway va ser una obra basada en la vida de Iosif Stalin, The Passion of Josef D, que va rebre crítiques negatives i que només es va representar quinze vegades.

## Cinema
Després de l'èxit de Marty, Chayefsky va treballar principalment per al cinema. Així, va ser nominat a l'Oscar per The Goddess, lliurement basada en la vida de Marilyn Monroe. Dirigida per John Cromwell, la protagonitzava Kim Stanley en el paper d'Emily Ann Faulkner, i Lloyd Bridges.
Gore Vidal va adaptar The Catered Affair, de Chayefsky, per a rodar el film del mateix nom. Chayefsky també va expandir el seu guió televisiu de 1953, The Bachelor Party, a fi d'adaptar-lo al cinema el 1957. La pel·lícula va ser dirigida per Mann.
En la dècada de 1960 Chayefsky va treballar a The Americanization of Emily, amb James Garner, Julie Andrews, Melvyn Douglas i James Coburn, i a Paint your wagon, amb Lee Marvin.
Chayefsky va guanyar altres dos Oscar, el primer per The Hospital (1971), amb actuacions de George C. Scott i Diana Rigg. A aquesta pel·lícula li va seguir Network (1976), amb Faye Dunaway, William Holden, Peter Finch (que va guanyar l'Oscar al millor actor a títol pòstum) i Robert Duvall, entre d'altres. Per tots dos títols Chayefsky va ser premiat amb el Globus d'Or. Network va ser nominada a deu Premis Oscar, guanyant quatre, entre ells l'Oscar a la millor actriu per a Faye Dunaway i l'Oscar a la millor actriu de repartiment per a Beatrice Straight. Chayefsky va guanyar el seu tercer Oscar al millor guió original.
Chayefsky va deixar d'escriure per a la televisió per «la falta d'interès de les companyies cap a la programació de qualitat». Com a resultat d'això, al llarg de la seva carrera va jugar constantment amb la idea de satiritzar a la indústria televisiva, la qual cosa va aconseguir escrivint Network.

## Novel·les
Inspirat pel treball de John C. Lilly, Chayefsky va passar dos anys a Boston investigant de cara a l'escriptura de la seva novel·la de ciència-ficció Altered States (HarperCollins, 1978), sobre un home a la cerca del seu jo primari utilitzant per a això les drogues psicotròpiques i un tanc d'aïllament. Chayefsky va sofrir un gran estrès mentre treballava en la novel·la, per la qual cosa el 1977 va sofrir un infart agut de miocardi. A més d'aquesta desgràcia, va ser demandat per un dels assessors científics que va contractar per a escriure la novel·la. Va escriure el guió cinematogràfic per a la pel·lícula de 1980, encara que en els crèdits apareix el seu nom real, Sidney Aaron, a causa de diferències amb el director de la cinta, Ken Russell.

## Vida personal
Chayefsky es va casar el 1949 amb Susan Sackler, amb la qual va tenir un fill, Dan, nascut sis anys després. Malgrat una presumpta aventura amb Kim Novak, Chayefsky i Sackler van romandre casats fins al moment de la mort de l'escriptor.
Paddy Chayefsky va morir a Nova York a causa d'un càncer a l'agost de 1981, als 58 anys. Va ser enterrat al Cementiri Kensic de Valhalla (Nova York). Els seus arxius es custodien a la Societat Històrica de Wisconsin i a la Biblioteca Pública de Nova York.

## Filmografia
- The True Glory (1945), sense crèdits, amb Garson Kanin
- As Young as You Feel (1955), amb Lamar Trotti
- Marty (1955)
- The Catered Affair (1956)
- The Bachelor Party (1957)
- The Goddess (1958)
- Middle of the Night (1959)
- The Americanization of Emily (1964)
- Paint your wagon (amb Alan Jay Lerner) (1969)
- The Hospital (1971)
- Network (1976)
- Altered States (1980)
- The Habakkuk Conspiracy (1983)

## Obres televisives i teatrals
Televisió (selecció)
- 1950-55 Danger
- 1951-52 Manhunt
- 1951-60 Goodyear Playhouse
- 1952-54 Philco Television Playhouse
- 1952 Holiday Song
- 1952 The Reluctant Citizen
- 1953 Printer's Measure
- 1953 Marty
- 1953 The Big Deal
- 1953 The Bachelor Party
- 1953 The Sixth Year
- 1953 Catch My Boy On Sunday
- 1954 The Mother
- 1954 Middle of the Night
- 1955 The Catered Affair
- 1956 The Great American Hoax

Teatre
- No T.O. for Love (1945)
- Middle of the Night (1956)
- The Tenth Man (1959)
- Gideon (1961)
- The Passion of Josef D. (1964)
- The Latent Heterosexual (originalment titulada The Accountant's Tale o The Case of the Latent Heterosexual) (1968)